# 1974年臺灣
|        | 臺灣歷史 \| 台灣歷史年表 |
| 世纪： | 19世纪臺灣 \| 20世纪臺灣 \| 21世纪臺灣 |
| 年代： | 1940年代臺灣 \| 1950年代臺灣 \| 1960年代臺灣 \| 1970年代臺灣 \| 1980年代臺灣 \| 1990年代臺灣 \| 2000年代臺灣                                           |
| 年份： | 1969年臺灣 \| 1970年臺灣 \| 1971年臺灣 \| 1972年臺灣 \| 1973年臺灣 \| 1974年臺灣 \| 1975年臺灣 \| 1976年臺灣 \| 1977年臺灣 \| 1978年臺灣 \| 1979年臺灣 |
| 纪年： | 甲寅年（虎年）、中華民國63年 |

## 政府

### 國家正副元首

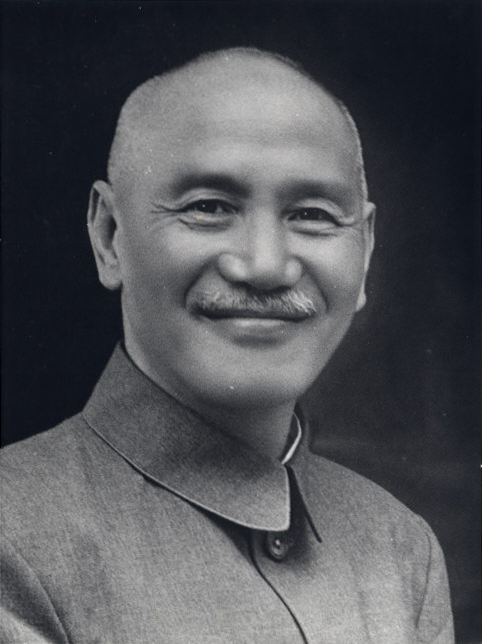
總統：蔣中正
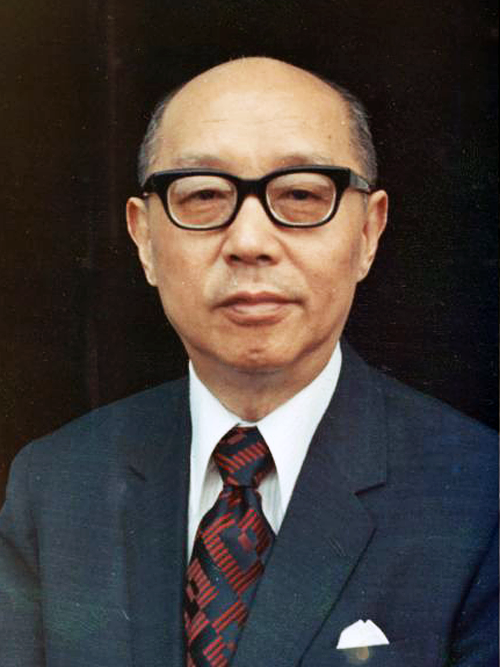
副總統：嚴家淦

### 五院首長

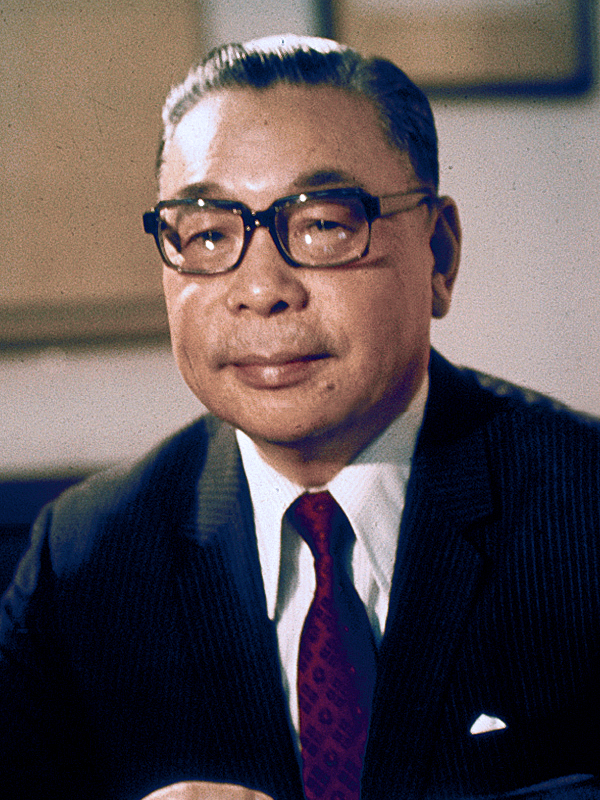
行政院院長：蔣經國
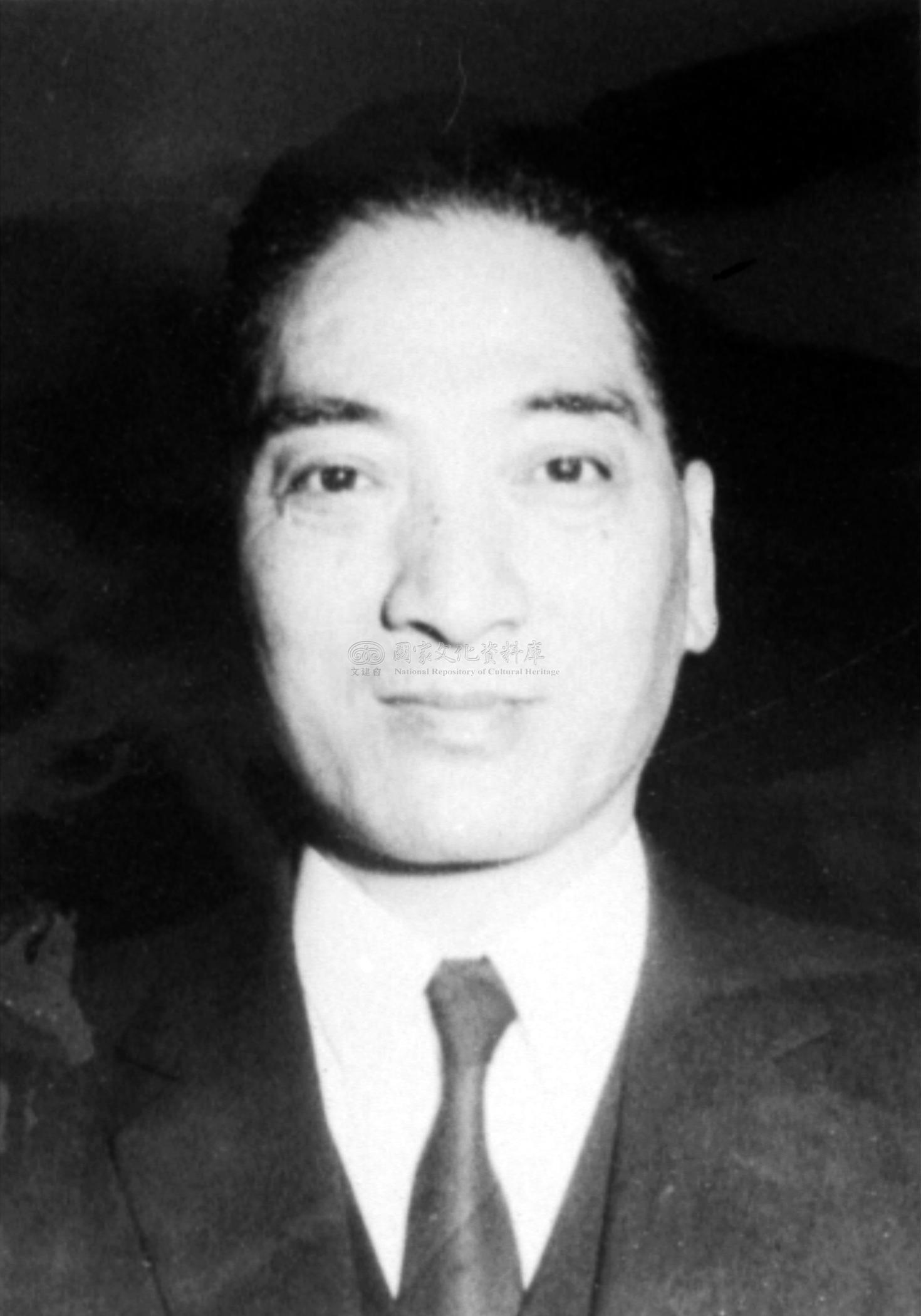
立法院院長：倪文亞
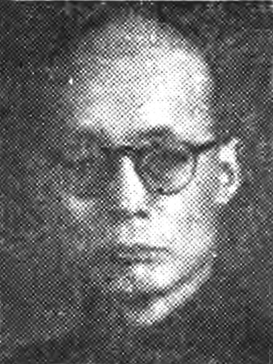
司法院院長：田炯錦
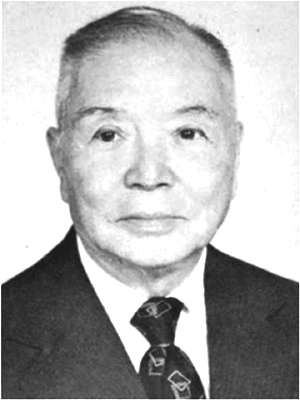
考試院院長：楊亮功
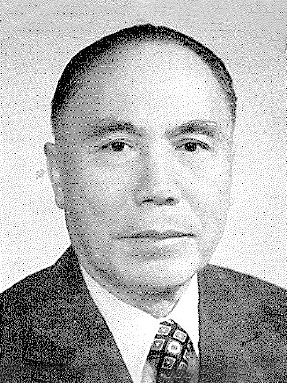
監察院院長：余俊賢

### 省政府主席

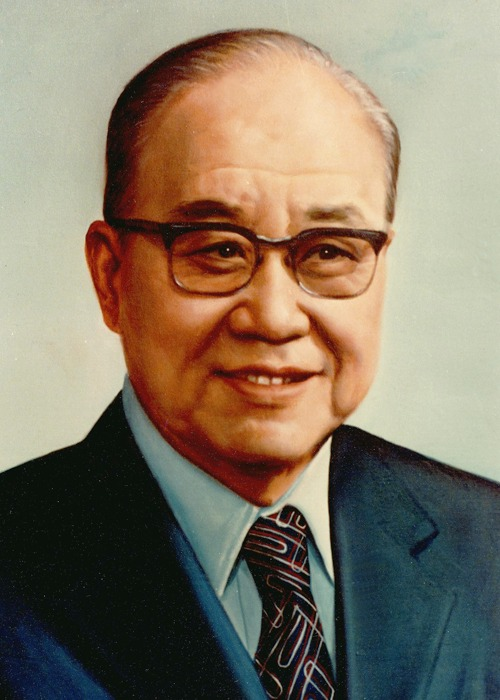
臺灣省政府主席：謝東閔
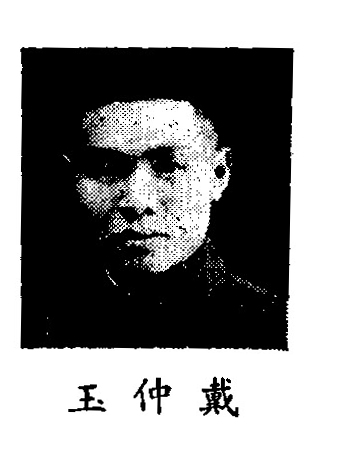
福建省政府主席：戴仲玉

## 大事记

### 1月
- 1月：臺灣省政府成立曾文水庫管理局。

### 3月
- 3月30日：中華民國與加彭斷交。

### 4月
- 4月5日：中華民國與波札那斷交。
- 4月11日，独立台湾会案宣判，独立台湾会谋划暗杀蒋经国及高官，武力推翻中华民国政权，策划台湾独立，郑评被判死刑。黄坤能、林建中、洪维和被判无期徒刑，游进龙等二人被判10年，到警方自首的二十余人均免予刑事处分。郑评不服，上诉。8月12日被驳回。8月13日凌晨在台北县新店安坑刑场行刑[1]。

### 5月
- 5月31日：中華民國與馬來西亞終止領事關係。

### 6月
- 6月16日：總統蔣中正在中華民國陸軍軍官學校50週年校慶發表訓詞《黃埔精神與革命大業的再推進》，嚴詞批判「批林批孔運動」：「共匪畏懼中華民族文化集大成的孔子，敢於悍然『批孔揚秦』，自炫其浮於暴秦百倍之惡，而攻孔子萬世師表之聖。我們尤其可以斷言：今天不是毛賊將打倒孔子，而是毛賊終必為我民族聖哲孔子的精神所誅殛！所以我們今天的不動如山，正是為的明天的動如火發！」[2]
- 6月29日：中華民國與委內瑞拉斷交。

### 7月
- 7月5日：何應欽接見美國作家法倫斯華斯（Clyde A. Farnsworth）。[3]:217
- 7月20日：頂呱呱炸雞於臺北西門町成立第一家門市
- 7月29日：中華民國與尼日首次斷交。

### 8月
- 8月1日：國立台灣工業技術學院（今國立台灣科技大學）成立。
- 8月15日：日本《產經新聞》以中華民國政府和國民黨所提供之相關檔案，開始連載描述蔣介石生平的《蔣總統秘錄》。
- 8月16日：中華民國與巴西斷交。

### 9月
- 9月：桃園國際機場開工。

### 10月
- 10月：韓國著名記者孫忠武來台查找金九相關史料，副總統嚴家淦予以接見，並親手揮毫書法贈之。

### 12月
- 12月1日，蔣介石流行性感冒致肺炎復發。
- 12月14日，岡比亞與中國大陸建交。
- 12月27日，蔣介石慢性攝護腺炎又發，併發膀胱內出血，身體體力已益感不支[4]。同日「昌平演習」中載員視察的兩架陸軍UH-1H直升機墜毀於桃園縣楊梅鎮及觀音鄉（現桃園市楊梅區及觀音區），導致多名將領死傷[註1]。
- 12月28日，岡比亞與中華民國斷交。

## 出生
参见： 1974年出生
- 1月2日——
  - 黃暐瀚：記者、廣播主持人、政治評論家，是溫淑梅之夫。
  - 柯劭臻：律師。
- 1月3日——楊立偉：數據分析師，是意藍資訊公司創辦人。
- 1月6日——李李仁：演員、主持人，是陶晶瑩之夫。
- 1月12日——徐堰鈴：演員、導演、編劇。
- 1月16日——廖蓓瑩：政治人物，曾任新竹縣政府新聞科機要。
- 1月19日——蔡昆祥：棒球選手。
- 1月21日——馬千惠：新聞主播。
- 1月24日——王又民：政治人物。
- 1月27日——紅毛：演員。
- 2月1日——張翰：演員，是張國柱長子、張震之兄。
- 2月2日——許玉芳：田徑運動員。
- 2月3日——顏曉菁：政治人物。
- 2月6日——歐江安：政治人物，現任中華民國駐紐西蘭代表處大使。
- 2月11日——謝騰輝：汽車評論家。
- 2月12日——林靜儀：政治人物、醫師。
- 2月13日——汪世瑋：配音員。
- 2月25日——邱名璋：政治人物。
- 2月28日——孫健萍：社會運動人士。
- 3月2日：楊乃文，臺灣流行音樂女歌手。
- 3月5日——楊恩典：畫家。
- 3月12日——梁為超：政治人物。
- 3月13日——吳俊良：棒球選手。
- 4月14日——德珍：插畫家。
- 4月16日——李立崴：歌手、補教英文老師。
- 4月18日——張兆志：演員、通告藝人。
- 4月19日——陳蓋武：政治人物，曾任台北市政府公務人員訓練處主任秘書。
- 4月23日——黃采儀：演員。
- 5月1日——陳德容：演員。
- 5月2日：張震嶽，臺灣流行音樂男歌手。
- 5月8日——林掄元：主持人，是YOYO家族成員之一。
- 5月12日——陳榮興：棒球選手。
- 5月13日——施易男：歌手、演員、主持人。
- 5月19日——俞家燕：漫畫家。
- 5月23日：楊采妮，臺灣流行音樂女歌手及電影演員。
- 5月25日——蕭旭岑：政治人物，曾任中華民國總統府副秘書長、中華民國總統府資安會資安長。
- 5月28日——吳思瑤：政治人物。
- 6月5日——許瑞宏：顧問、餐廳業者，是炎香樓與阿米秀廚房的創辦人，曾任台灣文創公益協會顧問、東海藝術街文創協會顧問。
- 6月9日——張介英：新聞主播。
- 6月11日——蕭彤雯：新聞主播。
- 6月22日——黃祥任：圍棋棋士。
- 6月27日——沈芳如：歌手。
- 6月28日——林文堂：高爾夫球運動員。
- 6月30日——蔡以真：歌手。
- 7月13日——
  - 黃妃：歌手。
  - 段可風：演員、模特兒。
- 7月14日——謝夢麟：保釣運動人士。
- 7月15日——王耀慶：演員。
- 7月19日——陳亭妃：政治人物，是陳怡珍之姊。
- 7月21日——
  - 賈永婕：主持人、模特兒、三鐵運動愛好者。
  - 王昱勝：賽車手。
- 7月24日——凌葳威：演員、通告藝人，曾於1995年參選中華小姐獲得第6名。
- 7月27日——貴婦奈奈：部落客。
- 7月28日——陳慧文：政治人物。
- 8月9日——黃子哲：幕僚，曾任李德維、蔣萬安、楊鎮浯、楊應雄等四位立委的辦公室主任。
- 8月10日——黃谷涵：投資家。
- 8月13日——莊祖宜：旅美作家。
- 8月17日——
  - 丁力騏：演員。
  - 李偵禎：新聞主播。
  - 蔡沁瑜：幕僚、新聞主播，現任永齡基金會副執行長兼任郭台銘發言人。
- 8月19日——陳凝觀：主持人。
- 8月21日——路嘉怡：演員、主持人，是路嘉欣之姊。
- 8月29日——黃斐瑜：新聞主播。
- 9月2日——
  - 苗真：演員。
  - 陳文政：政治人物。
  - 曾素芬：保齡球選手。
- 9月6日——林佑星：演員。
- 9月11日——陳琬惠：政治人物。
- 9月13日——葉勝欽：歌手。
- 9月18日——
  - 李亭頤：歌手、演員。
  - 陳懷山：棒球選手。
- 9月19日——羅松永：棒球選手。
- 9月20日——許茹芸：歌手、演員、作曲家、音樂製作人。
- 9月21日——
  - 簡沛恩：歌手、演員、主持人。
  - 陳玉珊：製作人。
- 9月22日——簡家瑋：演員。
- 9月26日——
  - 石金受：棒球捕手。
  - 鮑佳欣：廣播主持人、英語教育家。
- 9月27日——蕭文乾：雙語教育推廣者。
- 10月2日——
  - 楊雅慧：演員，是在美國出道並發展的台灣藝人。
  - 歐懿慧：新聞主播。
- 10月7日：賈靜雯，臺灣女演員。
- 10月9日——唐玉書：政治人物、企業家，曾任花蓮縣政府觀光處處長、花蓮翰品酒店總經理。
- 10月10日——顏正國：演員。
- 10月15日：林志穎，臺灣流行音樂男歌手及男演員。
- 10月22日——黃嘉俊：導演。
- 10月31日——王為豪：天文學家。
- 11月8日——邱企彬：棒球教練。
- 11月11日——曾馨瑩：舞蹈家，是郭台銘第二任之妻。
- 11月22日——施俊守：廚師。
- 11月25日——狄志杰：演員、通告藝人。
- 11月29日——
  - 林志玲，臺灣女模特兒與主持人。
  - 許嘉恬：政治人物，曾任行政院院長辦公室機要秘書、高雄市市長辦公室機要秘書。
- 11月30日——李恩至：攀岩教練。
- 12月6日——陳思璇：演員、模特兒、通告藝人。
- 12月8日——呂旻蓁：歌手、演員。
- 12月14日——孫國豪：演員，是秦漢之子。
- 12月23日——左永寧：模特兒、通告藝人。
- 12月25日——
  - 謝金燕，臺灣女歌手。
  - 郭志達：美術指導。
- 12月28日——
  - 林容安：新聞主播。
  - 葉元之：政治人物。
- 12月31日——楊玉欣：政治人物、主持人。

## 逝世
- 1月2日——蔣鼎文，字銘三，浙江省諸暨人，早年畢業於浙江陸軍講武學堂，歷任國民政府第4集團軍總司令、西安行營主任和第十、第一戰區司令長官，1944年帶領的部隊在豫中會戰中輕易被日軍擊敗，引咎辭職，1949年3月到台灣，任國防部東南區點驗整編委員會主任委員、總統府國策顧問等職。（1895年生）
- 1月23日——郭柏川，畫家。（1901年出生）
- 7月——严僑，北京大學首任校長严复之长孙。（1920年1月1日生）
- 8月11日——鄭評，台灣獨立運動參與者、白色恐怖受難者。因獨立台灣會案被捕，遭槍決。（1927年出生）
- 9月2日——潘貫，化學家。台南高等工業學校首位自然科學台灣人教授，中央研究院院士。（1907年出生）
- 10月9日——洪榮華，政治人物。首任高雄縣長（1902年出生）
- 12月15日——莊松林，社運人士與民俗學家。（1910年出生）